# North Belle Vernon
North Belle Vernon est un borough situé au sud-ouest du comté de Westmoreland, en Pennsylvanie, aux États-Unis,. En 2010, il comptait une population de 1 971 habitants, estimée au 1er juillet 2020 à 1 929 habitants. Le borough est fondé en 1758 et incorporé le 26 février 1876.

## Démographie
Lors du recensement de 2010, le borough comptait une population de 1 971 habitants. Elle est estimée, en 2020, à 1 929 habitants.